# Heinrich von Wartenberg
Heinrich von Wartenberg († 26. April 1274 vermutlich in Arbon) war Gegenabt der Fürstabtei St. Gallen von 1272 bis 1274.
Heinrich stammte aus dem Geschlecht der Freiherren von Wartenberg aus dem Gebiet der Baar an der oberen Donau. Er war zunächst Priester auf der Insel Reichenau gewesen, zog dann aber nach St. Gallen, noch bevor Abt Berchtold, mit dem er verwandt war, starb. Bei der Abtswahl am 14. Juni 1272 wurde er dann vom Konvent des Klosters zum Abt gewählt. Gleichzeitig wählten jedoch die Ministerialen Ulrich von Güttingen zum Abt. Ulrich hatte stärkere Anhänger, weshalb Heinrich vertrieben wurde. Bischof Eberhard von Konstanz gewährte im Zuflucht in Arbon am Bodensee und Papst Gregor X. sandte Ludwig von Dillingen als Schlichter aus, um den entstehenden Streit beizulegen. Während die Fehde der beiden Äbte bereits zerstörerische Ausmasse annahm, starb Heinrich jedoch völlig unerwartet am 26. April 1274. Er ist in der Galluskapelle in Arbon begraben, wo auch Gallus, der Gründer von St. Gallen, zuletzt gewirkt hatte.